# ویلهلم دوم، پادشاه وورتمبرگ
ویلهلم دوم وورتمبرگ (انگلیسی: William II of Württemberg؛ زاده ۲۵ فوریهٔ ۱۸۴۸ درگذشته ۲ اکتبر ۱۹۲۱) از پادشاهان پادشاهی وورتمبرگ بود.